# Catedral de Ertatsminda

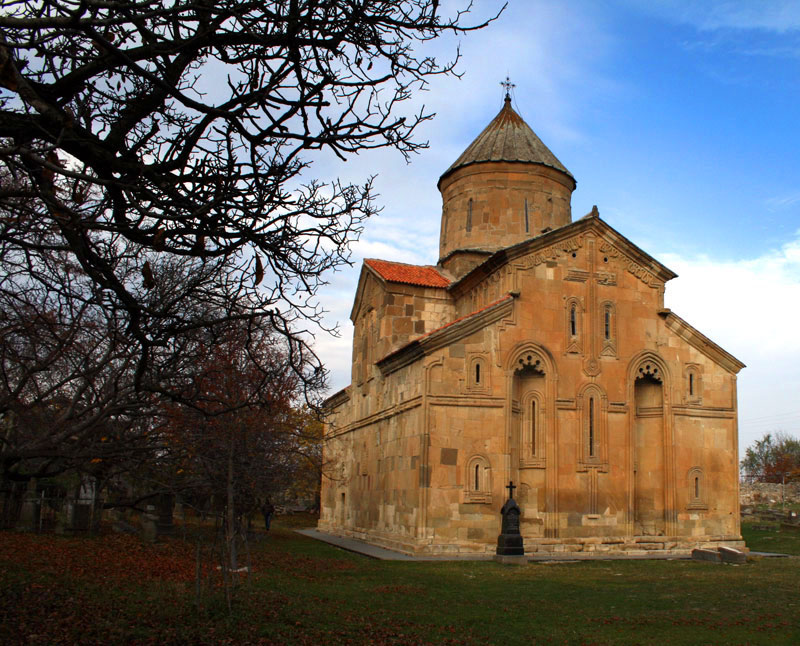
Catedral de Ertatsminda

A catedral de Ertatsminda (em georgiano:  ერთაწმინდის ტაძარი) é uma catedral ortodoxa no município de Kaspi, na Geórgia. Está localizada no centro da cidade de Ertatsminda. O nome "Ertazminda" deriva da palavra "Estatezminda" (em georgiano:  ესტატეწმინდა), que significa Santo Eustáquio.

## História
A catedral foi construída no século XIII e é estilisticamente semelhante a outros edifícios de estilo georgiano do período medieval, como a igreja de Icorta, a igreja de Tsugrugaxeni, o mosteiro de Pitareti, o mosteiro de Betânia e o mosteiro de Quevataquevi. É feita de pedra esculpida e sua grande cúpula repousa sobre dois pilares independentes. A abside é flanqueada por duas salas contíguas de dois andares. A catedral é decorada com murais. O edifício é particularmente conhecido pela sua rica fachada com uma cruz ornamentada. 
No século XVII, foi confiada à administração da família Tarcã-Mouravi. Entre outros, Paata, o filho de Jorge Saakadze morto pelo xá Abas I, foi enterrado lá. A catedral foi dedicada a Eustáquio de Misqueta, um santo morto pelos persas em 550 por negar o zoroastrismo . 

## Galeria

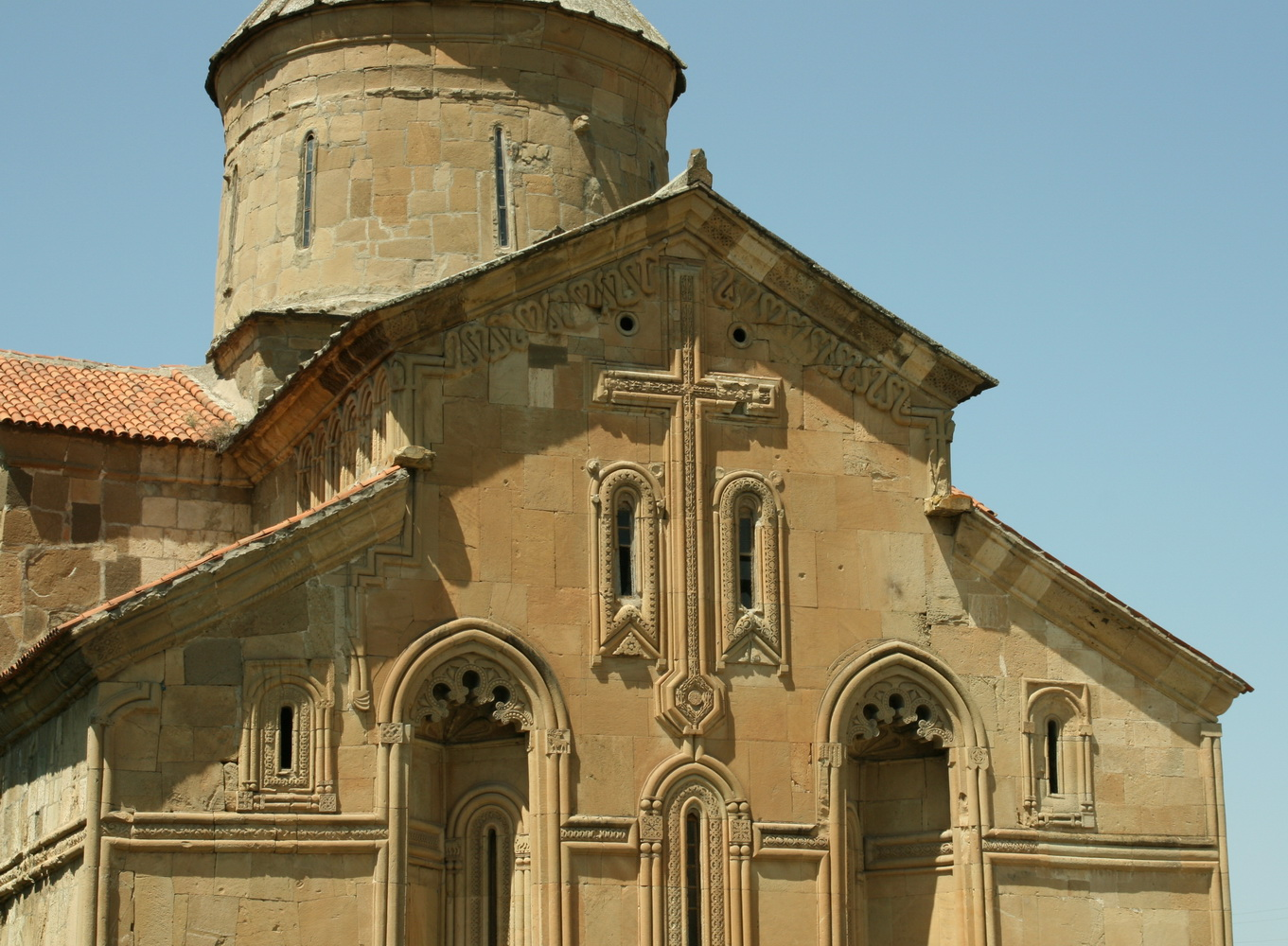
Fachada
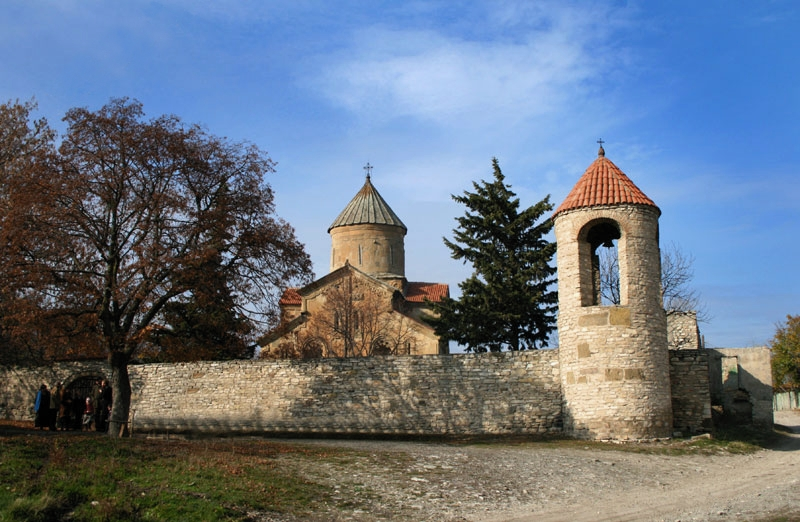
Torre sineira
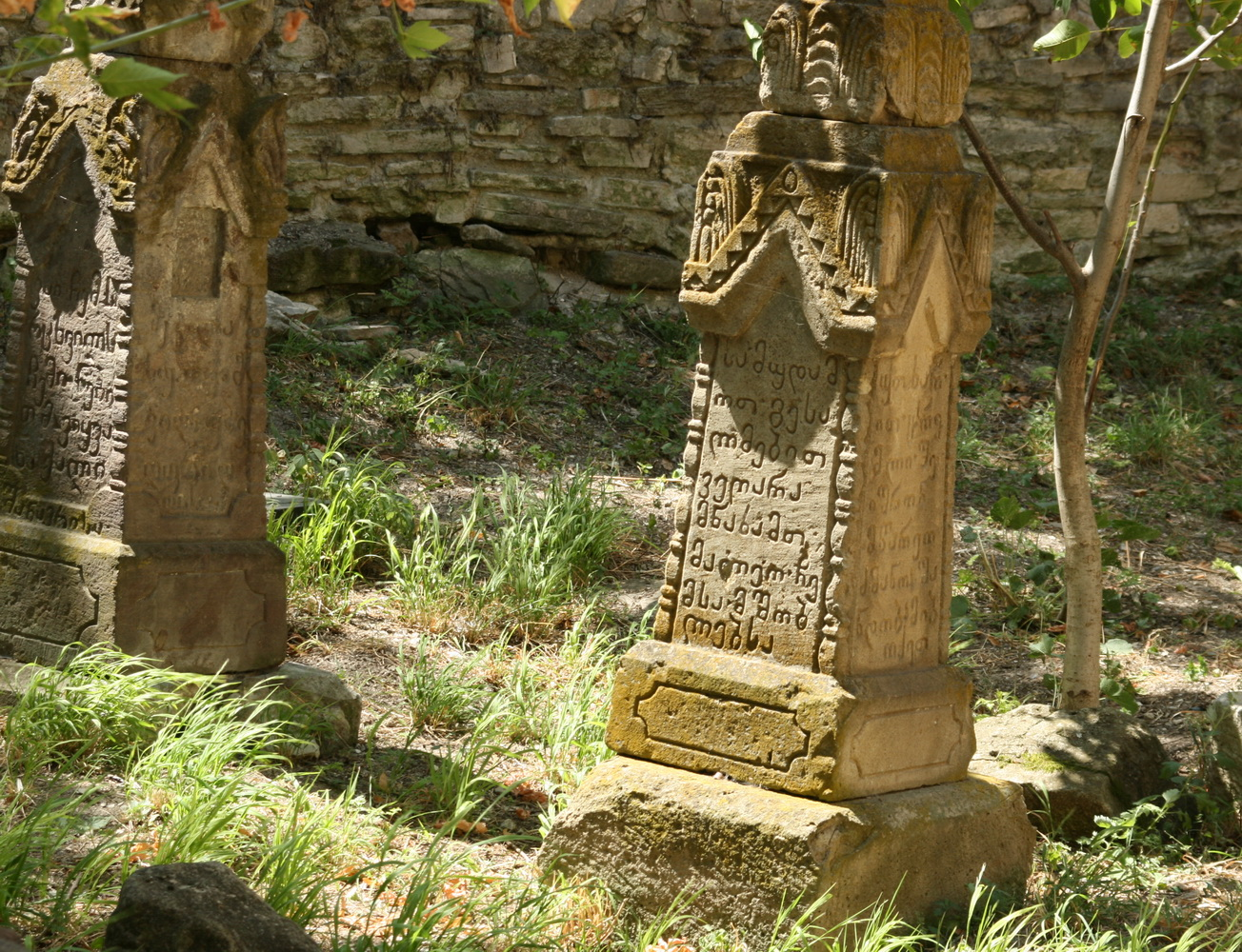
Túmulos